# Physalis longipedicellata
Physalis longipedicellata ist eine Pflanzenart aus der Gattung der Blasenkirschen (Physalis) in der Familie der Nachtschattengewächse (Solanaceae).

## Beschreibung
Physalis longipedicellata ist eine verzweigte, ausdauernde, krautige Pflanze, die eine Wuchshöhe von 1 m erreicht. Die Behaarung besteht aus dicht stehenden, gelenkigen Trichomen, die bis zu 2 mm lang werden, die Mehrzahl ist jedoch nur 0,3 bis 0,6 mm lang. Die Laubblätter sind breit eiförmig bis lanzettlich und gelegentlich ungleichförmig. Nach vorn sind sie spitz zulaufend, die Ränder sind kurz gezahnt oder gewellt bis ganzrandig. Die größeren Blätter haben eine Länge von 6 bis 10 mm und eine Breite von 3 bis 6 cm. Die Blattstiele sind 3 bis 6 cm lang und schmal geflügelt.
Die Früchte stehen an 20 bis 45 mm langen Stielen. Der Kelch ist zur Fruchtreife 22 bis 26 mm lang und 20 bis 24 mm breit und dicht mit kurzen Haaren besetzt, zwischen denen einige längere stehen. Der Querschnitt des Kelchs ist fünfeckig. Die Kelchzipfel sind lanzettlich zugespitzt und 6 bis 8 mm lang. Die Beere hat einen Durchmesser von 1 cm.
Die Merkmale der Blüte waren zur Erstbeschreibung unbekannt.

## Vorkommen
Die Art ist in Mexiko verbreitet.

## Systematik
Innerhalb der Gattung der Blasenkirschen (Physalis) wird die Art in die Sektion Coztomatae der Untergattung Rydbergis eingeordnet.

## Nachweise